# Mary, Countess of Harewood

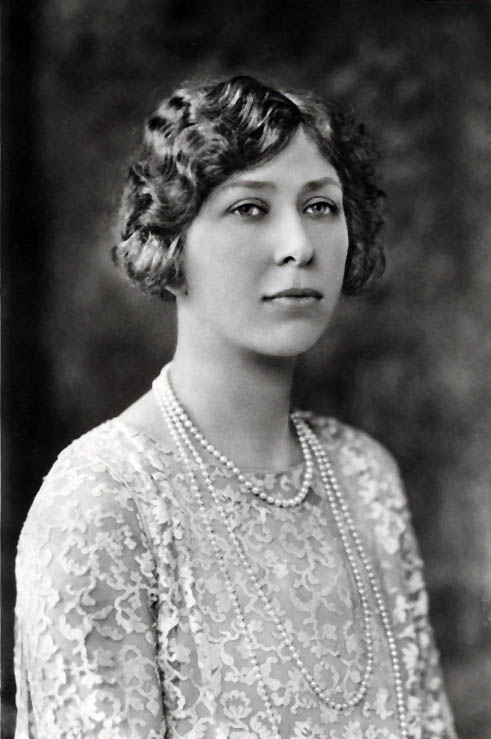
Mary, Countess of Harewood, um 1920

Mary, Princess Royal und Countess of Harewood (Victoria Alexandra Alice Mary Lascelles, geboren als Mary of York; * 25. April 1897 im York Cottage in Norfolk; † 28. März 1965 im Harewood House in Yorkshire) war ein Mitglied der britischen Königsfamilie aus dem Haus Sachsen-Coburg und Gotha. Sie war die sechste Trägerin des Titels Princess Royal. Als Urenkelin Königin Victorias trug sie von Geburt an den Titel einer Prinzessin, zunächst mit dem Prädikat Hoheit und später mit dem einer Königlichen Hoheit. Durch ihre Heirat erhielt sie außerdem den Höflichkeitstitel Countess of Harewood.

## Leben

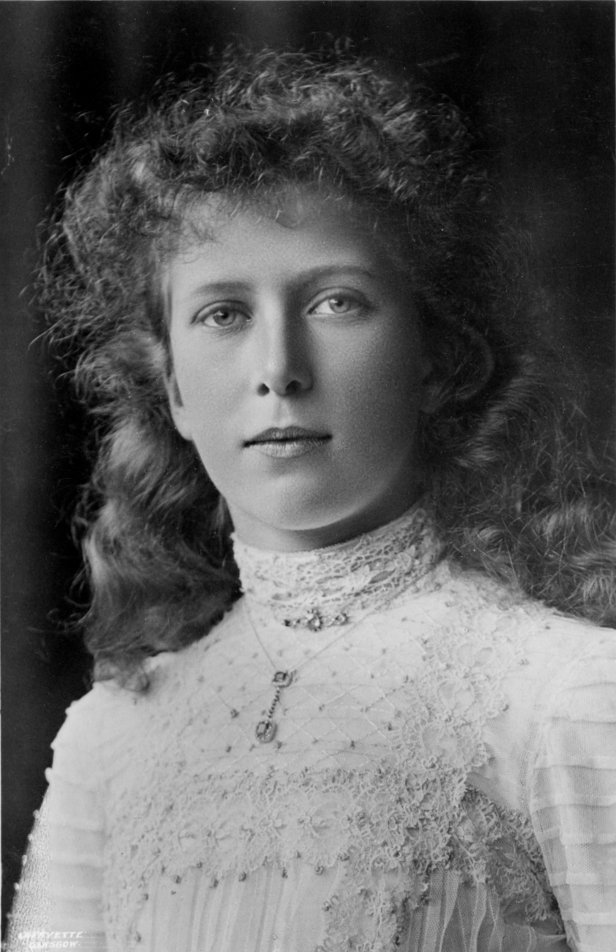
Prinzessin Mary als Mädchen, zwischen 1910 und 1915

Prinzessin Mary wurde am 25. April 1897 auf dem Anwesen Sandringham in Norfolk, England, geboren. Ihr Vater war Prinz Georg, Duke of York (später König Georg V.), der zweitälteste Sohn Eduards, Prince of Wales (später König Eduard VII.) und dessen Frau Alexandra von Dänemark. Marys Mutter war Maria von Teck, die älteste Tochter Herzogs Franz von Teck und dessen Frau Mary Adelaide. Die Prinzessin wurde nach ihrer Urgroßmutter väterlicherseits, Queen Victoria, ihrer Großmutter väterlicherseits, der Fürstin von Wales und ihrer Großmutter mütterlicherseits benannt. Ihr Rufname war der letzte ihrer Taufnamen, Mary. Als Urenkelin der britischen Monarchin Victoria lautete ihr Titel „Ihre Hoheit Prinzessin Mary of York“. Im Jahr 1898 gewährte die Königin den Kindern des Duke of York dann die Anrede „Königliche Hoheit“. Zum Zeitpunkt ihrer Geburt stand sie an fünfter Stelle der britischen Thronfolge.
Sie wurde am 7. Juni 1897 von William Dalrymple Maclagan, dem Erzbischof von York, in der St Mary Magdalene’s Church bei Sandringham getauft. Ihre Paten waren Königin Victoria, ihre Großeltern Eduard und Alexandra, Alexandras Bruder Georg I. von Griechenland, ihr Großvater Franz von Teck sowie ihre Tante Victoria.

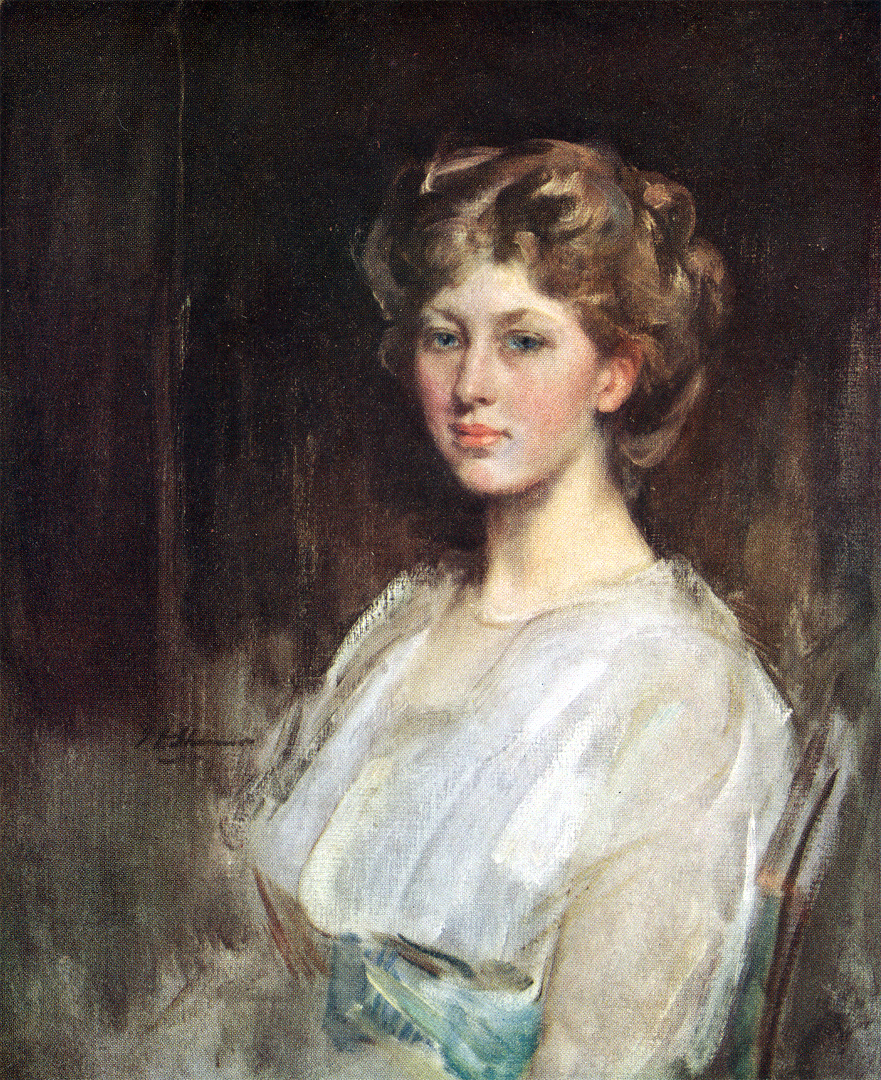
Prinzessin Mary, Gemälde von James Jebusa Shannon, 1914

Prinzessin Mary wurde von Gouvernanten erzogen, hatte aber gemeinsame Unterrichtsstunden mit ihren Brüdern Eduard (später König Eduard VIII.), Georg (später Georg VI.) und Henry (später Duke of Gloucester). Zudem erhielt Mary Musik- und Gesangsunterricht und lernte Klavier spielen. Sie lernte fließend Deutsch und Französisch zu sprechen und begann, sich für Pferde und Pferderennen zu interessieren. Erstmals erschien sie öffentlich, als ihre Eltern am 22. Juni 1911 in der Westminster Abbey gekrönt wurden.
Während des Ersten Weltkriegs besuchte Prinzessin Mary zusammen mit ihrer Mutter Krankenhäuser und Wohlfahrtseinrichtungen. Sie half Projekten zur Unterstützung britischer Soldaten und ihrer Familien. Eines dieser Projekte war der „Princess Mary’s Christmas Gift Fund“, mit dessen Hilfe zu Weihnachten 1914 Geschenke im Wert von 100.000 £ an alle britischen Soldaten und Seeleute verteilt wurden. Sie setzte sich für die Mädchenpfadfinder-Bewegung, die VADs und die Land Girls ein. Im Jahre 1918 absolvierte sie einen Krankenpflegekurs und arbeitete im Great Ormond Street Hospital in London.
Im Jahre 1920 wurde sie Ehrenpräsidentin der British Girl Guide Association, ein Amt, das sie bis zu ihrem Tode bekleidete. Sie wurde 1926 Oberkommandantin des Roten Kreuzes in Großbritannien.

## Ehe

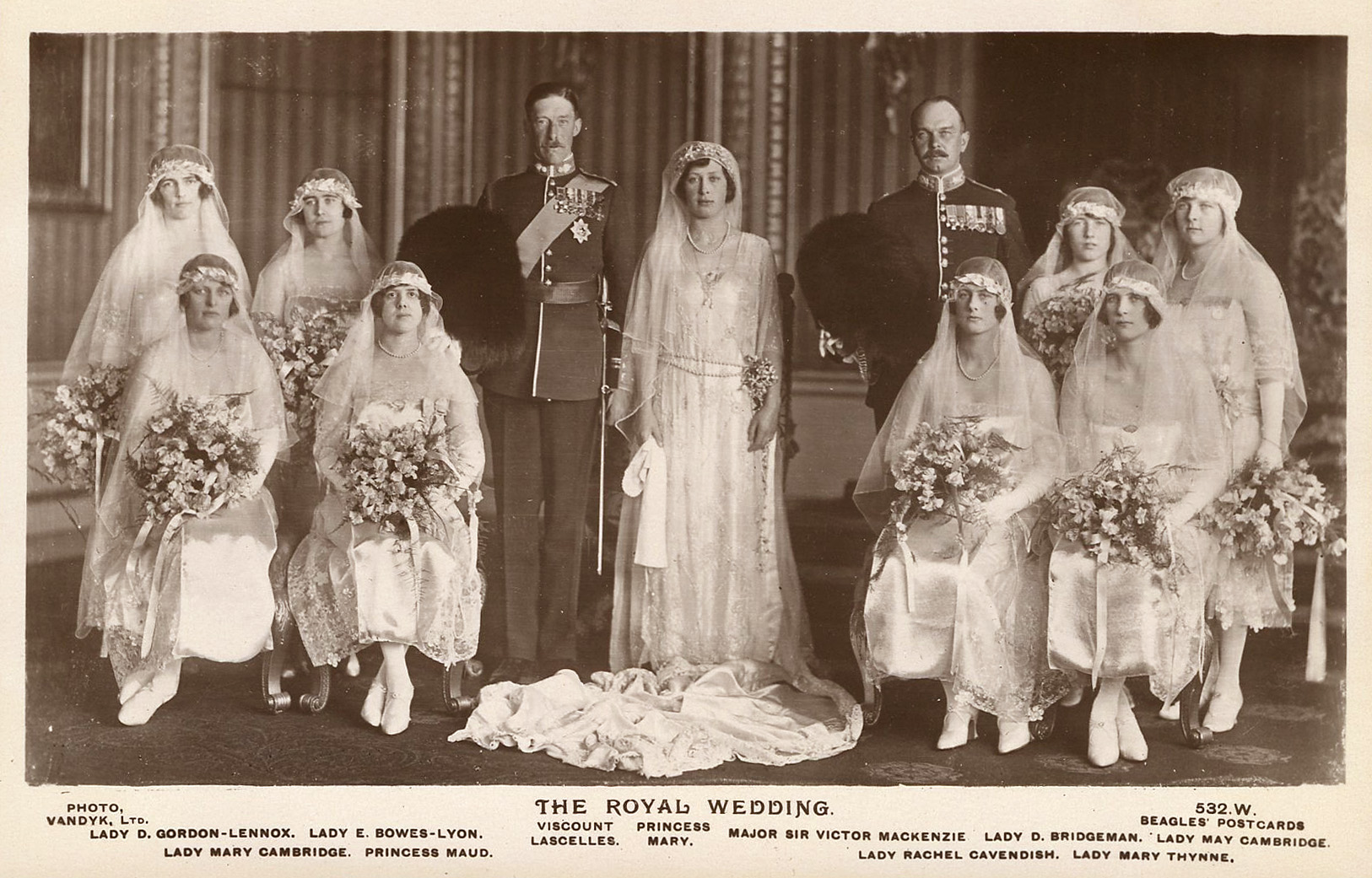
Hochzeit von Prinzessin Mary und Henry Lascelles, Viscount Lascelles, 1922

Am 28. Februar 1922 heiratete Prinzessin Mary Henry Lascelles (9. September 1882 – 23. Mai 1947), den ältesten Sohn von Henry Lascelles, 5. Earl of Harewood. Er führte den Höflichkeitstitel Viscount Lascelles. Ihre Hochzeit in der Westminster Abbey war der erste öffentliche Anlass, an dem Elizabeth Bowes-Lyon, die spätere Königin und Königinmutter, teilnahm. Sie war eine Freundin von Mary und eine der Brautjungfern. Mary und ihr Mann ließen sich in Yorkshire nieder, zuerst in Goldsborough Hall und später in Harewood House. Sie widmete sich der Innenausschmückung von Harewood House, dem Familiensitz der Lascelles, und der Landwirtschaft, in der sie zur Expertin für Rinderzucht wurde.
Es gab Berichte, wonach Mary ihren Mann nicht hatte heiraten wollen und von ihren Eltern zu der arrangierten Ehe gezwungen wurde. Auch ihr Bruder Eduard, Prince of Wales, dem sie sehr nahestand, war gegen die Ehe, weil er nicht wollte, dass seine Schwester jemanden heiratete, den sie nicht liebte. Ihr ältester Sohn George schrieb hingegen in seinen Memoiren, „sie kamen gut miteinander aus und hatten viele gemeinsame Freunde und Interessen“.
Prinzessin Mary und ihr Ehemann hatten zwei Söhne:
- George Henry Hubert Lascelles, 7. Earl of Harewood (* 7. Februar 1923; † 11. Juli 2011)
- Gerald David Lascelles (* 21. August 1924; † 27. Februar 1998)

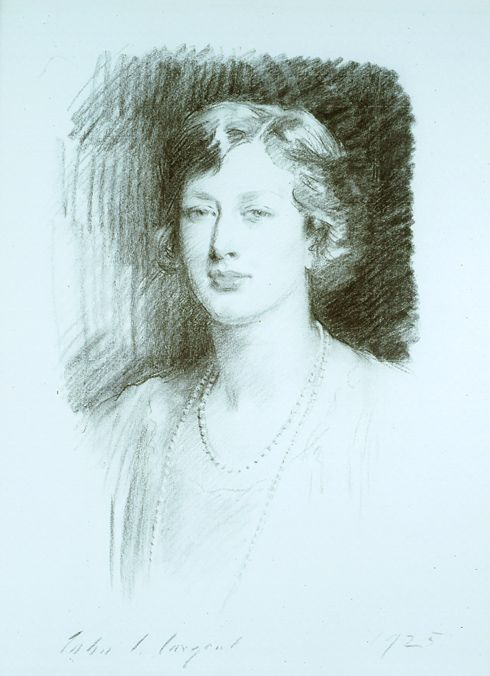
John Singer Sargent: Mary, Countess of Harewood, Kohlezeichnung, 1925
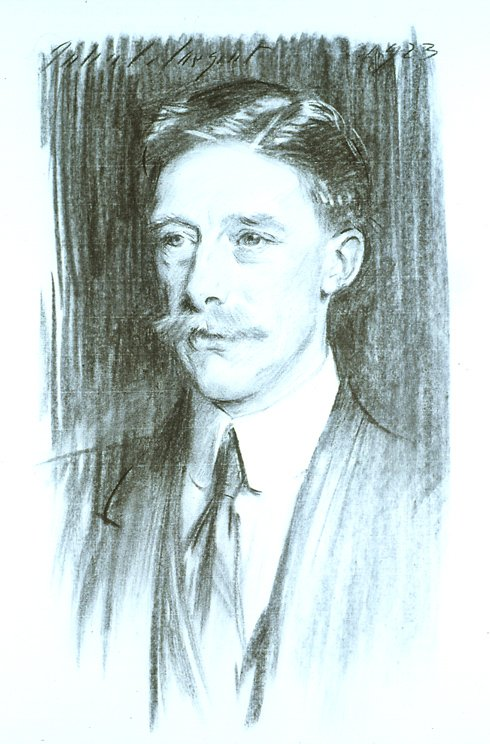
John Singer Sargent: Henry, Viscount Lascelles (später 6. Earl of Harewood), Kohlezeichnung, 1925

## Princess Royal

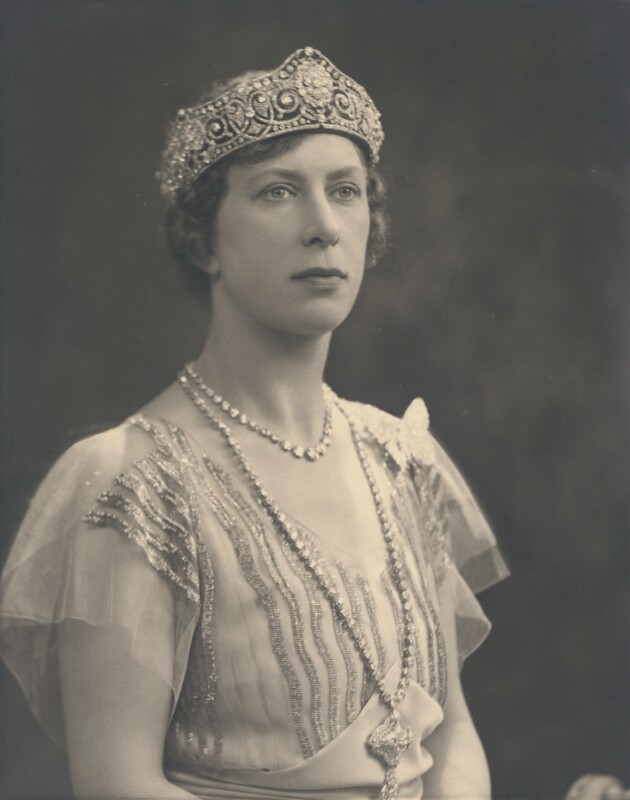
Mary, Countess of Harewood, 1932

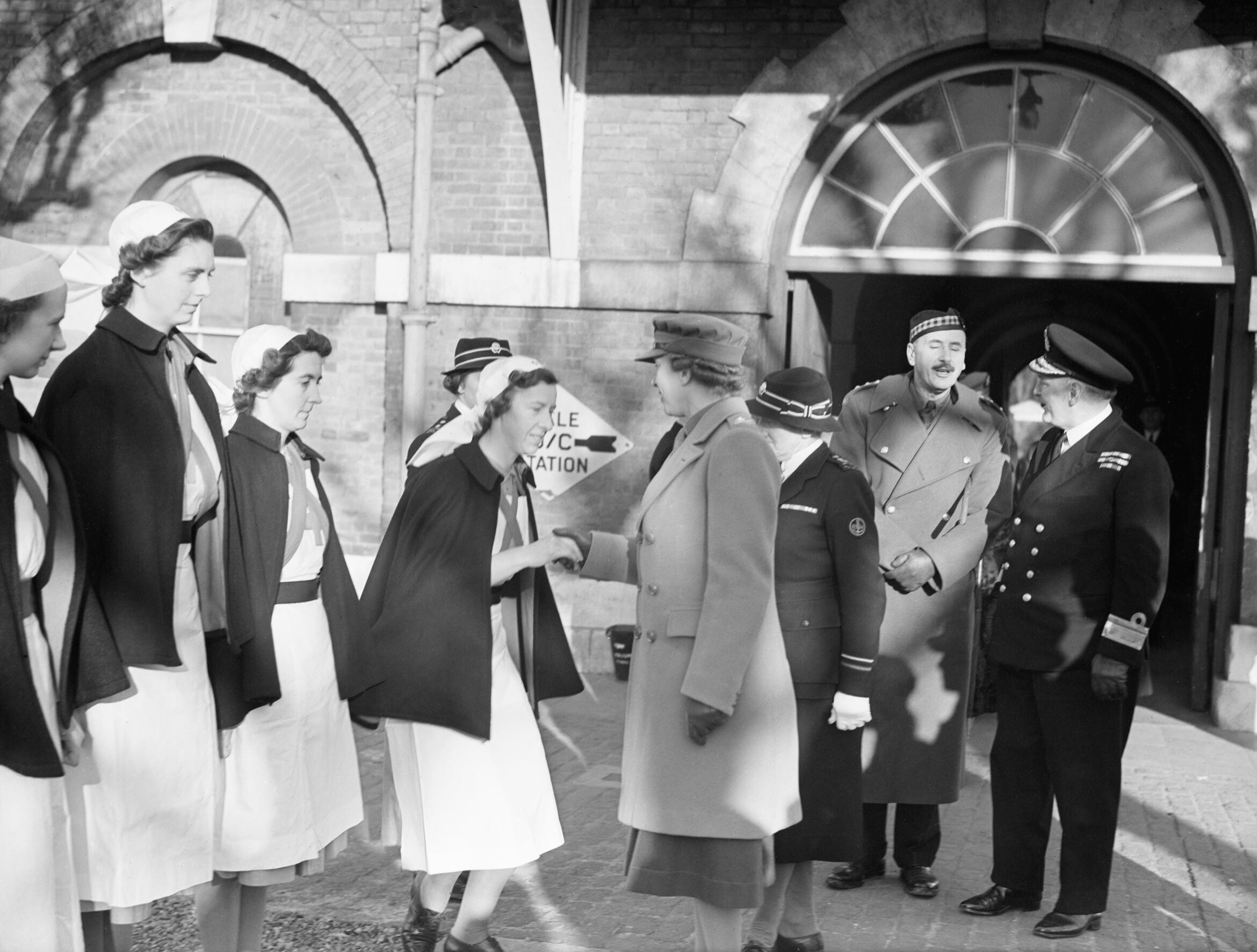
Mary, Countess of Harewood bei einem Besuch des Naval Hospital Haslar in Gosport, 1943

Am 6. Oktober 1929 folgte Lascelles, der zu seiner Hochzeit zum Ritter des Hosenbandordens ernannt worden war, seinem Vater als sechster Earl of Harewood. Der älteste Sohn des Paares erhielt den Höflichkeitstitel Viscount Lascelles. Am 1. Januar 1932 machte Georg V. seine einzige Tochter zur Princess Royal.
Die Princess Royal stand ihrem ältesten Bruder Eduard besonders nahe. Nach seiner Abdankung als König reisten sie und ihr Mann mit ihm auf Schloss Enzesfeld in Enzesfeld-Lindabrunn südlich von Wien. Im November 1947 schlug sie angeblich die Einladung zur Hochzeit ihrer Nichte Prinzessin Elisabeth mit Philip Mountbatten aus, weil Eduard nicht eingeladen worden war. Offiziell nahm sie aus gesundheitlichen Gründen nicht teil. Eduard wurde später zu den Hochzeiten seiner Nichten Prinzessin Margaret und Prinzessin Alexandra eingeladen, nahm aber aus Verbitterung nicht teil.
Ab 1937 übernahm Prinzessin Mary einen der neu geschaffenen Posten als Staatsrätin (englisch Counsellors of State). Als solcher konnte sie gewisse Amtsgeschäfte und Hoheitsrechte des Monarchen durchführen, wenn dieser im Ausland weilte oder sonst wie verhindert ist (wie zum Beispiel eine kurzfristige Krankheit). Zwei beliebige Staatsräte können den Sitzungen des Privy Council beiwohnen, staatliche Dokumente unterzeichnen oder die Empfehlungsschreiben neuer Botschafter entgegennehmen. Ihr Nachfolger wurde 1962 William of Gloucester.
Beim Ausbruch des Zweiten Weltkrieges wurde die Princess Royal zunächst Chief Controller (etwa Brigadier) und später Controller Commandant des Auxiliary Territorial Service, der Frauenstreitkräfte des britischen Heeres. In dieser Eigenschaft stattete sie in ganz Großbritannien der Truppe sowie Wohlfahrtsverbänden Besuche ab. Nach dem Tod ihres jüngeren Bruders George wurde sie Präsidentin von Papworth. 1950 wurde sie Air Chief Commandant des „Princess Mary’s Royal Air Force Nursing Service“. Im Jahre 1956 wurde sie ehrenhalber General des britischen Heeres. Schon 1949 wurde die Einheit der 10th Gurkha Rifles nach ihr „10th Princess Mary’s Own Gurkha Rifles“ benannt.
Nach dem Tode ihres Mannes im Jahre 1947 lebte die Princess Royal mit ihrem älteren Sohn und seiner Familie in Harewood House. Sie wurde 1951 Kanzlerin der Universität Leeds und erfüllte weiterhin im In- und Ausland offizielle Pflichten. Im Juni 1953 wohnte sie der Krönung Elisabeths II. bei und vertrat die Königin 1962 bei den Unabhängigkeitsfeierlichkeiten von Trinidad und Tobago und 1964 bei denen Sambias. Einer ihrer letzten öffentlichen Auftritte war die Vertretung der Königin bei der Beerdigung von Königin Louise von Schweden im März 1965.
Während eines Spaziergangs mit ihrem ältesten Sohn und seinen Kindern auf dem Anwesen um Harewood House erlitt die Princess Royal einen tödlichen Herzinfarkt. Sie wurde nach einer privaten Familientrauerfeier im York Minster auf Harewood begraben.

## Titel und Prädikat
- Her Highness Princess Mary of York (1897–1901)
- Her Royal Highness Princess Mary of Wales (1901–1910)
- Her Royal Highness The Princess Mary (1910–1922)
- Her Royal Highness The Princess Mary, Viscountess Lascelles (1922–1929)
- Her Royal Highness The Princess Mary, Countess of Harewood (1929–1932)
- Her Royal Highness The Princess Royal and Countess of Harewood (1932–1965)

## Orden und Ehrenzeichen

Königliches Wappen von Mary, Princess Royal und Countess of Harewood

- Dame Grand Cross des Order of the British Empire (GBE), 3. Juni 1917
- Companion des Order of the Crown of India (CI), 25. April 1919
- Dame Grand Cross des Order of St. John (GCStJ), 12. Mai 1926
- Dame Grand Cross des Royal Victorian Order (GCVO), 11. Mai 1947
- Mitglied (erster Klasse) des Royal Red Cross (RRC), 1953
- Familienorden König Georgs V.
- Familienorden König Georgs VI.
- Familienorden Königin Elisabeths II.